# Skalne rezbarije v Alti
Skalne rezbarije v Alti (Helleristningene i Alta) so v in okoli občine Alta v okrožju Troms og Finnmark na severu Norveške. Odkar so leta 1973 odkrili prve rezbarije, je bilo na več mestih okoli Alte najdenih več kot 6000 rezbarij. Največja lokacija, v Jiepmaluokta približno pet kilometrov od Alte, vsebuje na tisoče posameznih rezbarij in je bila spremenjena v muzej na prostem. Mesto je bilo skupaj z kraji Storsteinen, Kåfjord, Amtmannsnes in Transfarelv uvrščeno na Unescov seznam svetovne dediščine 3. decembra 1985. Je edino prazgodovinsko območje svetovne dediščine na Norveškem.
Rezbarije je v pet ločenih skupin razdelil profesor Knut Helskog z Oddelka za kulturne vede Univerze v Tromsøju. Najzgodnejše rezbarije so bile datirane v okoli 4200 pr. n. št.; najnovejše rezbarije so bile datirane okoli leta 500 pr. n. št. Leta 2010 je raziskovalec Jan Magne Gjerde premaknil datume za najstarejše faze za 1000 let nazaj. Široka paleta podob prikazuje kulturo lovcev in nabiralcev, ki so lahko nadzorovali črede severnih jelenov, bili vešči gradnje čolnov in ribolova ter izvajali šamanske obrede, ki so vključevali čaščenje medvedov in drugih čaščenih živali.
Aprila 2014 je Center za svetovno dediščino Rock Art – Museum Alta odprl spletno mesto altarockart.no, digitalni arhiv s slikami Rock Art of Alta. Arhiv vsebuje več tisoč slik in risb, v prihodnosti pa bo verjetno vseboval tudi druge vrste dokumentacijskega gradiva, kot so 3D-skeni in članki.

## Kulturno in zgodovinsko ozadje
Ko so bile rezbarije narejene, so Norveško poseljevali lovci-nabiralci. V skoraj 5000 letih, v katerih so ljudje iz pozne kamene in zgodnje kovinske dobe izdelovali rezbarije, je prišlo do številnih kulturnih sprememb, vključno s sprejetjem kovinskega orodja in spremembami na področjih, kot sta gradnja čolnov in ribolovne tehnike. Rezbarije prikazujejo široko paleto podob in verske simbolike. Vendar pa obstaja nekaj glavnih motivov, ki jih najdemo v vseh obdobjih, kot je severni jelen. Skale, zlasti iz najzgodnejšega obdobja, kažejo veliko podobnost z rezbarijami iz severozahodne Rusije, kar kaže na stik in morda vzporeden razvoj kultur na širokem območju skrajnega evropskega severa.
Altine skalne rezbarije so bile verjetno izdelane s kvarcitnimi dleti, ki so jih verjetno poganjala kladiva, narejena iz nekaterih trših kamnin; verjetni primerki dlet so bili najdeni po vsem območju in so na ogled v muzeju Alta. Zdi se, da se je uporaba skalnih dlet nadaljevala tudi potem, ko so se na tem območju začela uporabljati kovinska orodja.
Zaradi postglacialnega odboja se je Skandinavija po koncu zadnje ledene dobe začela precej hitro dvigovati iz oceana. Ta učinek je nekoliko opazen še danes, vendar naj bi bil veliko hitrejši in verjetno celo opazen v času človekovega življenja, ko so nastajale skalne rezbarije v Alti. Močno je navedeno, da so bile rezbarije prvotno neposredno na obali in so bile postopoma dvignjene do mesta, kjer so zdaj nekaj deset metrov v notranjosti.

## Odkritje in obnova
Prve rezbarije so odkrili jeseni 1973 na območju Jiepmaluokta (ime severnih Samijev, ki pomeni 'zaliv tjulnjev'), približno 4 kilometre od središča mesta Alta. V 1970-ih je bilo odkritih veliko več rezbarij po vsej Alti, z opazno večjo gostoto okoli Jiepmaluokta (od okoli 6000 znanih rezbarij na tem območju jih je tam več kot 3000). Sistem lesenih sprehajalnih poti v skupni dolžini približno 3 kilometre je bil zgrajen na območju Jiepmaluokta v drugi polovici 1980-ih, Altin muzej pa je bil leta 1991 prestavljen s svoje prejšnje lokacije v središču mesta na mesto vklesanih skal. Čeprav je več drugih lokacij okoli Alte so znani in nenehno odkrivajo nove rezbarije, le nahajališče Hjemmeluft je del uradnega ogleda muzeja.
Večina skal okoli Alte je porasla z gostim mahom in lišaji; ko so odkrite rezbarije, se te rastline skrbno odstranijo in kamnina se očisti, da se razkrije celoten obseg rezbarij. Rezbarije se nato dokumentirajo z različnimi tehnikami, najpogosteje s kombinacijo kremenčevega prahu, pobarvanega v rezbarije, ki se nato fotografirajo in digitalno obdelajo.

## Center svetovne dediščine Rock Art – muzej Alta
Center svetovne dediščine Rock Art – muzej Alta prikazuje predmete, najdene na območju, za katere menijo, da so povezani s kulturo, ki je ustvarila rezbarije, fotografsko dokumentacijo rezbarij in prikaze o kulturi Samijev, pojavu Aurora Borealis in območju zgodovina rudarjenja skrilavca. Muzej je leta 1993 prejel nagrado Evropski muzej leta.

## Podobe in interpretacije
Možne razlage vključujejo uporabo v šamanističnih obredih, totemističnih simbolov, ki so označevali plemensko enotnost ali zaznamovali ozemlje plemena, nekakšen zgodovinski zapis pomembnih dogodkov,  ali celo preprost umetniški užitek. Ker posamezne rezbarije prikazujejo tako široko paleto različnih podob in so rezbarije nastajale v izjemno dolgem časovnem obdobju, se zdi verjetno, da so posamezne rezbarije služile kateremu koli od zgoraj naštetih namenov. Nekatere pogostejše vrste slik so navedene spodaj:

### Živali
Na izrezljanih prizorih so upodobljene številne živali; med njimi očitno prevladujejo severni jeleni in so pogosto prikazani v velikih čredah, ki se izmenično gojijo in lovijo. Upodobitve severnih jelenov za ograjami kažejo na velik kooperativni lov na te živali. Druge živali, ki se pogosto pojavljajo so losi, različne vrste ptic in različne vrste rib. Noseče živali so pogosto upodobljene z mladičem, ki je viden v materi.

#### Medvedi
Zdi se, da so medvedi igrali posebno vlogo v kulturi rezbarjev: vidno so predstavljeni na številnih rezbarijah in se pogosto pojavljajo ne le kot lovske živali, ampak so pogosto upodobljeni tudi v položajih, ki nakazujejo, da so medvede častili v neki obliki kulta (kar se zdi zelo verjetno, saj so medvedji kulti znani v mnogih starih kulturah severozahodne Rusije, pa tudi v kulturi Samijev). Posebno zanimive so sledi, ki prihajajo iz medvedjih brlogov: pogosto so prikazane s sledmi, ki vodijo navpično skozi izrezljano podobo in prečkajo vodoravne sledi drugih živali. Zaradi tega so nekateri raziskovalci špekulirali, da bi bili medvedi lahko na nek način povezani s kultom posmrtnega življenja (ali smrti na splošno), saj se zdi, da navpične sledi kažejo na sposobnost medvedov, da prehajajo med različnimi plastmi sveta. Zdi se, da je upodabljanje medvedov prenehalo okoli leta 1700 pr. n. št. To lahko kaže na spremembo verskih prepričanj okoli tistega časa.

### Prizori lova in ribolova
Mnogi prizori, ki prikazujejo ljudi, prikazujejo lovce, ki zalezujejo svoj plen; ti prizori so bili tradicionalno razloženi kot povezani z lovskimi rituali, čeprav se zdi, da so sedanji raziskovalci naklonjeni bolj zapletenim razlagam, ki vidijo upodobitve različnih lovskih in ribiških dejanj kot simbole za posamezna plemena in medsebojne odnose različnih lovskih in ribiških rezbarij kot simbolične predstavitve obstoječega ali zaželenih medplemenskih odnosov. Uporaba sulic za metanje ter lokov in puščic je razvidna iz najzgodnejšega obdobja, kar kaže, da je bila uporaba teh orodij poznana v rezbarski kulturi že zelo zgodaj. Podobno so ribiči skoraj izključno prikazani z ribiško vrvico, kar kaže na to, da so rezbarji poznali metodo izdelave trnkov in uporabe vab.
Posebej zanimiva je upodobitev čolnov: medtem ko se majhni ribiški čolni pojavljajo že od prvih risb dalje, poznejše risbe prikazujejo vse večje čolne, nekateri prevažajo do 30 ljudi in so opremljeni z dovršenimi okraski v obliki živali na premcu in krmi, ki so včasih spominjajo na tiste, ki jih najdemo na vikinških dolgih ladjah. Zdi se, da to, skupaj z dejstvom, da so podobne rezbarije velikih čolnov našli v obalnih regijah južne Norveške, kaže na dolga potovanja vzdolž obale iz obeh smeri.

### Prizori posvetnega življenja in prizori obredov
Še posebej težko je oceniti pomen prizorov, ki prikazujejo interakcije med ljudmi; prizori, ki očitno prikazujejo ples, pripravo hrane ali spolne interakcije, lahko prikazujejo tudi izvajanje ritualov. Poleg tega, tudi če te rezbarije dejansko prikazujejo epizode iz vsakdanjega življenja, ostaja skrivnostno, zakaj so bili ti specifični prizori vklesani v skalo. Upodobitve spolnosti so lahko povezane z obredi plodnosti, prizori, ki prikazujejo ljudi, ki kuhajo in pripravljajo hrano, so lahko bili namenjeni zagotavljanju obilja hrane. Nekateri prizori jasno prikazujejo različne družbene položaje upodobljenih ljudi, nakazane s posebnimi pokrivali in po vidnejšem položaju nosilcev posebnih pokrival med soljudmi; ti so bili alternativno razloženi kot duhovniki ali šamani ali kot vladarji plemena. Če je razlaga uglednih oseb kot vladarjev pravilna, lahko ti prizori prikazujejo tudi dogodke zgodovinskega pomena, kot je vnebovzetje vladarja, kraljevega poroke ali diplomatski odnosi med plemeni.

### Geometrijski simboli
Med najbolj skrivnostnimi rezbarijami so podobe geometrijskih simbolov, ki jih najdemo predvsem med najstarejšimi rezbarijami tega območja. Nekateri od teh so okrogli predmeti, nekateri so obdani z resami, drugi prikazujejo zapletene vzorce vodoravnih in navpičnih črt. Čeprav so bili nekateri od teh predmetov razloženi kot orodja ali podobni predmeti (vzorci črt so na primer včasih razloženi kot ribiške mreže), večina teh simbolov ostaja nepojasnjenih.

### Drugi viri
- Knut Helskog (1988). Helleristningene i Alta. Alta (town). ISBN 82-991709-0-7.
- Arvid Sveen (1996). Helleristninger. Hjemmeluft, Alta. Vadsø. ISBN 82-993932-2-1.
- Øivind Stenersen and Ivar Libæk (2003). The History of Norway. Lysaker. ISBN 82-8071-041-8.